# Európai Filmdíj a legjobb dokumentumfilmnek
A legjobb európai dokumentumfilm (angolul: Best European Documentary) elismerés az 1988-ban alapított Európai Filmdíjak egyike, amelyet az Európai Filmakadémia (EFA) tagjainak szavazata alapján ítélnek oda 1989 óta az év európai filmterméséből legjobbnak ítélt dokumentumfilmnek (esetenként dokumentumfilmesnek). A díjátadóra felváltva, Berlinben, illetve egy-egy európai városban megrendezett gála keretében kerül sor minden év végén.
Az Európai Filmdíjat 1996-ig Felix-díj néven ítélték oda, így a díj nevében is ez szerepelt. Az ARTE kulturális televíziós csatorna közreműködése okán 1996 és 2011 között az elismerés megnevezése hivatalosan legjobb európai dokumentumfilm – Arte díj (European Documentary Award – Prix Arte) volt.
1999-ig a díj adományozásának gyakorlata többször változott; a filmek időtartama tekintetében nem volt megkötés s külön zsűri választotta ki az év legjobb dokumentumfilmjét. Három esetben (1994, 1995, 1998) nem konkrét filmnek, hanem több alkotás elismeréseként az alkotóknak ítélték oda az elismerést.
Újabban a megmérettetésben részt vevő alkotásokat – amelyek száma az évek során 3 és 10 között változott – egy EFA-tagokból és dokumentumfilmes szakértőkből létrehozott bizottság állítja össze. A beválogatás feltétele, hogy a film minimális hossza 70 perc legyen, előzetesen részt vegyen egy, az EFA által elismert európai fesztivál vetítésén, vagy a jelölés határidejéig (általában június közepe) bemutassák legalább egy európai ország filmszínházában. A jelölt filmeket az Akadémia tagjai VoD szolgáltatás útján tekintik meg, majd adják le szavazataikat.

## Díjazottak és jelöltek
| „Díjazott” – szürkéskék háttérrel   |
| „Jelölt” – világos szürke háttérrel |

### 1980-as évek
| Év                                                      | Magyar címe                                             | Eredeti címe                      | Díjazott                     | Ország |
| ------------------------------------------------------- | ------------------------------------------------------- | --------------------------------- | ---------------------------- | ------ |
| 1989                                                    |                                                         |                                   |                              |        |
| Recsk 1950-53 – Egy titkos kényszermunkatábor története | Recsk 1950-53 – Egy titkos kényszermunkatábor története | Böszörményi Géza, Gyarmathy Lívia | Magyarország                 |        |
| –––                                                     | Restrisiko oder Die Arroganz der Macht                  | Bertram Verhaag, Claus Strigel    | Német Szövetségi Köztársaság |        |

### 1990-es évek
| Év                                | Magyar címe                        | Eredeti címe                           | Díjazott                                 | Ország |
| --------------------------------- | ---------------------------------- | -------------------------------------- | ---------------------------------------- | ------ |
| 1990                              |                                    |                                        |                                          |        |
| –––                               | Skersiela                          | Ivars Seletskis                        | ()                                       |        |
| 1991                              |                                    |                                        |                                          |        |
| –––                               | Uslyszcie mój krzyk                | Maciej Janusz Drygas                   | Lengyelország                            |        |
| 1992                              |                                    |                                        |                                          |        |
| Vakok vidéke                      | Neregių žemė (Земля слепых)        | Audrius Stonys                         | Litvánia                                 |        |
| 1993                              |                                    |                                        |                                          |        |
| –––                               | Det sociala arvet                  | Stefan Jarl                            | Svédország                               |        |
| 1994                              |                                    |                                        |                                          |        |
| –––                               | –––                                | SaGA (Sarajevo Group of Authors)       | Bosznia-Hercegovina                      |        |
| 1995                              |                                    |                                        |                                          |        |
| –––                               | –––                                | Jens Meurer                            | Németország                              |        |
| 1996                              |                                    |                                        |                                          |        |
| –––                               | Vendetta – Blutrache in Albanien   | Stanislaw Krzeminski, Jerzy Sladkowski | Németország · Svédország · Lengyelország |        |
| 1997                              |                                    |                                        |                                          |        |
| –––                               | Gigi, Monica... et Bianca          | Benoît Dervaux, Dardenne testvérek     | Franciaország                            |        |
| 1998                              |                                    |                                        |                                          |        |
| –––                               | –––                                | Claudio Pazienza                       | Olaszország                              |        |
| 1999                              |                                    |                                        |                                          |        |
| Buena Vista Social Club           | Buena Vista Social Club            | Wim Wenders                            | Németország                              |        |
| Zwilling úr és Zuckermann asszony | Herr Zwilling und Frau Zuckermann  | Volker Koepp                           | Németország                              |        |
| –––                               | La chaconne d’Auschwitz            | Michel Daeron                          | Franciaország                            |        |
| –––                               | La commission de la vérité         | André van In                           | Belgium                                  |        |
| Legkedvesebb ellenségem           | Mein Liebster Feind - Klaus Kinski | Werner Herzog                          | Németország                              |        |
| –––                               | Mobutu, roi du Zaïre               | Thierry Michel                         | Belgium                                  |        |
| Pripjaty                          | Pripyat                            | Nikolaus Geyrhalter                    | Ausztria                                 |        |

### 2000-es évek
| Év                                                       | Magyar címe                                   | Eredeti címe                                   | Rendező                                                           | Ország |
| -------------------------------------------------------- | --------------------------------------------- | ---------------------------------------------- | ----------------------------------------------------------------- | ------ |
| 2000                                                     |                                               |                                                |                                                                   |        |
| Kukázók                                                  | Les glaneurs et la glaneuse                   | Agnès Varda                                    | Franciaország                                                     |        |
| –––                                                      | Calle 54                                      | Fernando Trueba                                | Spanyolország                                                     |        |
| –––                                                      | Goulag                                        | Iossif Pasternak, Hélène Chatelain             | Franciaország                                                     |        |
| Hazai pályán                                             | Heimspiel                                     | Pepe Danquart                                  | Németország                                                       |        |
| Egy nap szeptemberben                                    | One Day in September                          | Kevin Macdonald                                | Egyesült Királyság · Svájc                                        |        |
| –––                                                      | Ouvrières du monde                            | Marie-France Collard                           | Belgium                                                           |        |
| 2001                                                     |                                               |                                                |                                                                   |        |
| Black Box BRD                                            | Black Box BRD                                 | Andres Veiel                                   | Németország                                                       |        |
| –––                                                      | Casting                                       | Emmanuel Finkiel                               | Franciaország                                                     |        |
| –––                                                      | Elegija dorogi (Элегия дорогии)               | Alekszandr Szokurov                            | Franciaország · Oroszország · Hollandia                           |        |
| Jégmezők dalnokai                                        | Heftig og Begeistret                          | Knut Erik Jensen                               | Norvégia                                                          |        |
| –––                                                      | Joutilaat                                     | Susanna Helke, Virpi Suutari                   | Finnország                                                        |        |
| Umca-umca, macska-zaj                                    | Super 8 Stories                               | Emir Kusturica                                 | Németország · Olaszország                                         |        |
| 2002                                                     |                                               |                                                |                                                                   |        |
| –––                                                      | Alt Om Min Far                                | Even Benestad                                  | Norvégia · Dánia                                                  |        |
| Az utolsó óráig – Hitler titkárnőjének visszaemlékezései | Im Toten Winkel - Hitlers Sekretärin          | André Heller, Othmar Schmiderer                | Ausztria                                                          |        |
| –––                                                      | Clown in Kabul                                | Enzo Balestrieri, Stefano Moser                | Olaszország                                                       |        |
| Én, te, ő                                                | Être et avoir                                 | Nicolas Philibert                              | Franciaország                                                     |        |
| Született hazudozó vagyok                                | Fellini: Je suis un grand menteur             | Damian Pettigrew                               | Franciaország · Olaszország · Egyesült Királyság                  |        |
| Vándormadarak                                            | Le peuple migrateur                           | Jacques Perrin, Jacques Cluzaud, Michel Debats | Franciaország · Németország · Svájc · Spanyolország · Olaszország |        |
| 2003                                                     |                                               |                                                |                                                                   |        |
| Kié ez a dal?                                            | Chia e Tazi Pesen?                            | Adela Peeva                                    | Bulgária · Belgium · Németország · Finnország · Dánia · Hollandia |        |
| A pityergő teve története                                | Die Geschichte vom weinenden Kamel            | Byambasuren Daava, Luigi Falorni               | Németország                                                       |        |
| A vörös khmerek halálgyára                               | S-21, la machine de mort Khmère rouge         | Rithy Panh                                     | Franciaország                                                     |        |
| –––                                                      | Essen, Schlafen, keine Frauen                 | Heiner Stadler                                 | Németország                                                       |        |
| Hogyan lett az ember?                                    | L'odyssée de l'espèce                         | Jacques Malaterre                              | Franciaország · Kanada · Belgium                                  |        |
| –––                                                      | The Day I Will Never Forget                   | Kim Longinotto                                 | Egyesült Királyság                                                |        |
| Öt akadály                                               | De fem benspaend                              | Lars von Trier, Jørgen Leth                    | Dánia · Belgium · Svájc · Franciaország                           |        |
| –––                                                      | Tise! (Тише!)                                 | Viktor Koszakovszkij                           | Oroszország                                                       |        |
| 2004                                                     |                                               |                                                |                                                                   |        |
| Darwin rémálma                                           | Darwin's Nightmare                            | Hubert Sauper                                  | Ausztria · Franciaország · Belgium                                |        |
| Aileen – Egy sorozatgyilkos élete és halála              | Aileen: Life and Death of a Serial Killer     | Nick Broomfield, Joan Churchill                | Egyesült Királyság                                                |        |
| Bush szerint a világ                                     | Le monde selon Bush                           | William Karel                                  | Franciaország                                                     |        |
| –––                                                      | Die Spielwütigen                              | Andres Veiel                                   | Németország                                                       |        |
| Érintsd meg a hangot                                     | Touch the Sound                               | Thomas Riedelsheimer                           | Németország · Egyesült Királyság · Finnország                     |        |
| –––                                                      | La pelota vasca, la piel contra la piedra     | Julio Medem                                    | Spanyolország                                                     |        |
| –––                                                      | Machssomim                                    | Yoav Shamir                                    | Izrael                                                            |        |
| –––                                                      | The Last Victory                              | John Appel                                     | Hollandia                                                         |        |
| 2005                                                     |                                               |                                                |                                                                   |        |
| –––                                                      | Un dragon dans les eaux pures du Caucase      | Nino Kirtadzé                                  | Franciaország                                                     |        |
| –––                                                      | Am seidenen Faden                             | Katarina Peters                                | Németország                                                       |        |
| A szvenkák                                               | The Swenkas                                   | Jeppe Rønde                                    | Dánia · Svédország                                                |        |
| Az ördög bányászai                                       | Berg des Teufels                              | Richard Ladkani, Kief Davidson                 | Németország                                                       |        |
| –––                                                      | Leiputrija                                    | Laila Pakalnina                                | Lettország · Németország                                          |        |
| –––                                                      | Melodias                                      | François Bovy                                  | Svájc                                                             |        |
| Munkáshalál                                              | Workingman's Death                            | Michael Glawogger                              | Ausztria · Németország                                            |        |
| –––                                                      | Prieš parskrendant į žemę                     | Arunas Matelis                                 | Litvánia · Németország                                            |        |
| –––                                                      | Repetitioner                                  | Michal Leszczylowsky, Gunnar Källström         | Svédország                                                        |        |
| –––                                                      | Ungdommens råskap                             | Margreth Olin                                  | Norvégia · Dánia                                                  |        |
| Viva Zapatero!                                           | Viva Zapatero!                                | Sabina Guzzanti                                | Olaszország · Dánia                                               |        |
| 2006                                                     |                                               |                                                |                                                                   |        |
| A nagy csend                                             | Die Grosse Stille                             | Philip Gröning                                 | Németország                                                       |        |
| –––                                                      | 37 Uses for a Dead Sheep                      | Ben Hopkins                                    | Egyesült Királyság                                                |        |
| –––                                                      | La casa de mi abuela                          | Adán Aliaga                                    | Spanyolország                                                     |        |
| Maradona, az aranykölyök                                 | Maradona, un gamin en or                      | Jean-Christophe Rosé                           | Franciaország                                                     |        |
| Mindennapi kenyerünk                                     | Unser täglich Brot                            | Nikolaus Geyrhalter                            | Ausztria                                                          |        |
| –––                                                      | Ribak i tancovscsica (Рыбак и танцовщица)     | Valerij Szolomin                               | Oroszország                                                       |        |
| Számok álmodói                                           | Dreaming by Numbers                           | Anna Bucchetti                                 | Hollandia                                                         |        |
| Temető klub                                              | Moadon beit hakvarot                          | Tali Shemesh                                   | Izrael                                                            |        |
| 2007                                                     |                                               |                                                |                                                                   |        |
| –––                                                      | Le papier ne peut pas envelopper la braise    | Rithy Panh                                     | Franciaország                                                     |        |
| A határon                                                | Am Limit                                      | Pepe Danquart                                  | Németország · Ausztria                                            |        |
| A kolostor                                               | The Monastery: Mr. Vig and the Nun            | Pernille Rose Grønkjær                         | Dánia                                                             |        |
| –––                                                      | Bialoruski walc                               | Andrzej Fidyk                                  | Norvégia                                                          |        |
| Örökkévalóság                                            | Forever                                       | Heddy Honigmann                                | Hollandia                                                         |        |
| –––                                                      | Heimatklänge                                  | Stefan Schwietert                              | Svájc · Németország                                               |        |
| Kilenccsillagos szálloda                                 | Malon 9 Kochavim                              | Ido Haar                                       | Izrael                                                            |        |
| –––                                                      | Meragel Ha-Shampaniya                         | Nadav Schirman                                 | Izrael · Németország                                              |        |
| –––                                                      | Où est l'amour dans la palmeraie?             | Jérôme Le Maire                                | Belgium                                                           |        |
| Válás albán módra                                        | Razvod Po Albanski                            | Adela Peeva                                    | Bulgária                                                          |        |
| 2008                                                     |                                               |                                                |                                                                   |        |
| René - Egy élet a rácsok mögött                          | René                                          | Helena Třeštíková                              | Csehország                                                        |        |
| A Szent Könyv árnyéka                                    | Pyhän kirjan varjo                            | Arto Halonen                                   | Finnország                                                        |        |
| Az anya                                                  | La mère                                       | Antoine Cattin, Pavel Kostomarov               | Svájc                                                             |        |
| –––                                                      | Durakovo – Le village des fous                | Nino Kirtadze                                  | Franciaország                                                     |        |
| Ember a magasban                                         | Man on Wire                                   | James Marsh                                    | Egyesült Királyság                                                |        |
| Fados                                                    | Fados                                         | Carlos Saura                                   | Portugália · Spanyolország                                        |        |
| Gyerekek. Elszáll az idő                                 | Kinder. Wie Zeit vergeht.                     | Thomas Heise                                   | Németország                                                       |        |
| Havel polgártárs nyaralni megy                           | Obcan Václav Havel                            | Pavel Koutecký, Miroslav Janek                 | Csehország                                                        |        |
| –––                                                      | Naufragés des Andes                           | Gonzalo Arijón                                 | Franciaország                                                     |        |
| –––                                                      | The Dictator Hunter                           | Klaartje Quirijns                              | Hollandia                                                         |        |
| 2009                                                     |                                               |                                                |                                                                   |        |
| –––                                                      | Das Summen der Insekten – Bericht einer Mumie | Peter Liechti                                  | Svájc                                                             |        |
| Burma VJ – Tudósítás egy zárt országból                  | Burma VJ: Reporter i et lukket land           | Anders Østergaard                              | Dánia                                                             |        |
| –––                                                      | Das Herz von Jenin                            | Lior Geller, Marcus Vetter                     | Németország                                                       |        |
| Hogyan főzték a történelmet?                             | Ako sa varia dejiny                           | Peter Kerekes                                  | Szlovákia · Ausztria · Csehország                                 |        |
| –––                                                      | Les damnés de la mer                          | Jawad Rhalib                                   | Belgium                                                           |        |
| –––                                                      | Les plages d'Agnès                            | Agnès Varda                                    | Franciaország                                                     |        |
| Rágalom                                                  | Hashmatsa                                     | Yoav Shamir                                    | Dánia · Ausztria · Izrael · Amerikai Egyesült Államok             |        |
| Swetlana Geier 5 elefántja                               | Die Frau mit den 5 Elefanten                  | Vadim Jendreyko                                | Svájc · Németország                                               |        |
| Tengerszint alatt                                        | Below Sea Level                               | Gianfranco Rosi                                | Olaszország · Amerikai Egyesült Államok                           |        |
| Zongoramánia                                             | Pianomania                                    | Lilian Franck, Robert Cibis                    | Németország · Ausztria                                            |        |

### 2010-es évek
| Év                              | Magyar címe                        | Eredeti címe                       | Rendező                                                        | Ország |
| ------------------------------- | ---------------------------------- | ---------------------------------- | -------------------------------------------------------------- | ------ |
| 2010                            |                                    |                                    |                                                                |        |
| Égen s földön                   | Nostalgia de la luz                | Patricio Guzmán                    | Franciaország · Németország · Chile                            |        |
| Armadillo                       | Armadillo                          | Janus Metz                         | Dánia · Svédország                                             |        |
| Férfiak a szaunában             | Miesten vuoro                      | Joonas Berghäll, Mika Hotakainen   | Finnország · Svédország                                        |        |
| 2011                            |                                    |                                    |                                                                |        |
| Pina                            | Pina                               | Wim Wenders                        | Németország                                                    |        |
| –––                             | Stand van de sterren               | Leonard Retel Helmrich             | Hollandia                                                      |        |
| –––                             | ¡Vivan las Antipodas!              | Viktor Koszakovszkij               | Németország · Hollandia · Argentína · Chile                    |        |
| 2012                            |                                    |                                    |                                                                |        |
| Hiver Nomade                    | Hiver Nomade                       | Manuel von Stürler                 | Svájc                                                          |        |
| –––                             | London – The Modern Babylon        | Julien Temple                      | Egyesült Királyság                                             |        |
| Tea vagy áram                   | Le thé ou l'électricité            | Jérôme Le Maire                    | Belgium · Franciaország · Marokkó                              |        |
| 2013                            |                                    |                                    |                                                                |        |
| Az ölés aktusa                  | The Act of Killing                 | Joshua Oppenheimer                 | Dánia · Norvégia · Egyesült Királyság                          |        |
| A hiányzó kép                   | L'image manquante                  | Rithy Panh                         | Franciaország · Kamerun                                        |        |
| Átmeneti állomás                | L'escale                           | Kaveh Bakhtiari                    | Svájc · Franciaország                                          |        |
| 2014                            |                                    |                                    |                                                                |        |
| A világ ura                     | Der Banker: Master of the Universe | Marc Bauder                        | Németország · Ausztria                                         |        |
| Augusztusra várva               | Waiting for August                 | Teodora Ana Mihai                  | Belgium · Románia                                              |        |
| Barátként jövünk                | We Come as Friends                 | Hubert Sauper                      | Ausztria · Franciaország                                       |        |
| –––                             | Des hommes et de la guerre         | Laurent Bécue-Renard               | Franciaország · Svájc                                          |        |
| –––                             | I kærlighedens navn                | Jon Bang Carlsen                   | Dánia                                                          |        |
| Róma körül                      | Sacro GRA                          | Gianfranco Rosi                    | Olaszország · Franciaország                                    |        |
| 2015                            |                                    |                                    |                                                                |        |
| Amy – Az Amy Winehouse-sztori   | Amy                                | Asif Kapadia                       | Egyesült Királyság                                             |        |
| A csend képe                    | The Look of Silence                | Joshua Oppenheimer                 | Dánia · Finnország · Indonézia · Norvégia · Egyesült Királyság |        |
| –––                             | Dancing with Maria                 | Ivan Gergolet                      | Olaszország · Argentína · Szlovénia                            |        |
| Szíriai love story              | A Syrian Love Story                | Sean McAllister                    | Egyesült Királyság · Franciaország                             |        |
| Toto és nővérei                 | Toto si surorile lui               | Alexander Nanau                    | Románia · Magyarország                                         |        |
| 2016                            |                                    |                                    |                                                                |        |
| Tűz a tengeren                  | Fuocoammare                        | Gianfranco Rosi                    | Olaszország · Franciaország                                    |        |
| –––                             | 21 x Nowy Jork                     | Piotr Stasik                       | Lengyelország                                                  |        |
| Családi dolog                   | A Family Affair                    | Tom Fassaert                       | Belgium · Hollandia                                            |        |
| Emilio és Stanley               | S Is for Stanley                   | Alex Infascelli                    | Olaszország                                                    |        |
| Mr. Gaga                        | Mr. Gaga                           | Tomer Heymann                      | Izrael · Svédország · Németország · Hollandia                  |        |
| –––                             | The Land of the Enlightened        | Pieter-Jan De Pue                  | Belgium · Írország · Hollandia · Németország                   |        |
| 2017                            |                                    |                                    |                                                                |        |
| Áldozat                         | Komunia                            | Anna Zamecka                       | Lengyelország                                                  |        |
| A jó postás                     | Hyvä postimies                     | Tonislav Hristov                   | Finnország · Bulgária                                          |        |
| Austerlitz                      | Austerlitz                         | Szerhij Loznicja                   | Németország                                                    |        |
| Idegenek a Paradicsomban        | Stranger in Paradise               | Guido Hendrikx                     | Hollandia                                                      |        |
| La Chana, a flamenco királynője | La Chana                           | Lucija Stojevic                    | Spanyolország · Izland · Amerikai Egyesült Államok             |        |
| 2018                            |                                    |                                    |                                                                |        |
| Bergman 100                     | Bergman - ett år, ett liv          | Jane Magnusson                     | Svédország · Egyesült Királyság · Németország                  |        |
| Apákról és fiaikról             | Of Fathers and Sons                | Talal Derki                        | Németország · Libanon · Katar · Szíria                         |        |
| Egy nő fogságban                | Egy nő fogságban                   | Tuza-Ritter Bernadett              | Magyarország · Németország                                     |        |
| Mások csendje                   | The Silence of Others              | Robert Bahar, Almudena Carracedo   | Spanyolország · Amerikai Egyesült Államok                      |        |
| Ugatás a távolból               | The Distant Barking of Dogs        | Simon Lereng Wilmont               | Dánia                                                          |        |
| 2019                            |                                    |                                    |                                                                |        |
| Kislányomnak, Samának           | For Sama                           | Waad Al-Khateab, Edward Watts      | Egyesült Királyság · Amerikai Egyesült Államok · Szíria        |        |
| ───                             | La scomparsa di mia madre          | Beniamino Barrese                  | Olaszország · Amerikai Egyesült Államok                        |        |
| Méz – királynő                  | Honeyland (Mедена земја)           | Tamara Kotevska, Ljubomir Stefanov | Észak-Macedónia                                                |        |
| Putyin szemtanúi                | Svideteli Putina                   | Vitaly Manskiy                     | Lettország · Svájc · Csehország                                |        |
| ───                             | Selfie                             | Agostino Ferrente                  | Franciaország · Olaszország                                    |        |

### 2020-as évek
| Év                               | Magyar címe                               | Eredeti címe                                          | Rendező                                              | Ország |
| -------------------------------- | ----------------------------------------- | ----------------------------------------------------- | ---------------------------------------------------- | ------ |
| 2020                             |                                           |                                                       |                                                      |        |
| Kollektíva                       | Colectiv                                  | Alexander Nanau                                       | Románia · Luxemburg                                  |        |
| Az underground kórház            | The Cave                                  | Feras Fayyad                                          | Szíria · Dánia                                       |        |
| Gunda                            | Gunda                                     | Viktor Kossakovszkij                                  | Norvégia · Amerikai Egyesült Államok                 |        |
| Kislány vagyok                   | Petite fille                              | Sébastien Lifshitz                                    | Franciaország                                        |        |
| Otthonom                         | Acasă                                     | Radu Ciorniciuc                                       | Románia · Németország · Finnország                   |        |
| –––                              | Saudi Runaway                             | Susanne Regina Meures                                 | Svájc                                                |        |
| 2021                             |                                           |                                                       |                                                      |        |
| Menekülés                        | Flee                                      | Jonas Poher Rasmussen                                 | Dánia · Franciaország · Svédország · Norvégia        |        |
| –––                              | Babin Jar. Kontekszt (Бабин Яр. Контекст) | Szerhij Loznicja                                      | Hollandia · Ukrajna                                  |        |
| Bachmann tanár úr és az osztálya | Herr Bachmann und seine Klasse            | Maria Speth                                           | Németország                                          |        |
| Kertrendezés                     | Taming the Garden                         | Salomé Jashi                                          | Svájc · Németország · Grúzia                         |        |
| –––                              | Världens vackraste pojke                  | Kristina Lindström, Kristian Petri                    | Svédország                                           |        |
| 2022                             |                                           |                                                       |                                                      |        |
| –––                              | Mariupolis 2                              | Mantas Kvedaravičius                                  | Litvánia · Franciaország · Németország               |        |
| Csajbanda                        | Girl Gang                                 | Susanne Regina Meures                                 | Svájc                                                |        |
| –––                              | Marcia su Roma                            | Mark Cousins                                          | Olaszország                                          |        |
| Otthon a romokon                 | A House Made of Splinters                 | Simon Lereng Wilmont                                  | Dánia · Svédország · Finnország · Ukrajna            |        |
| Történetek az erkélyről          | Film balkonowy                            | Pawel Lozinski                                        | Lengyelország                                        |        |
| 2023                             |                                           |                                                       |                                                      |        |
| Smoke Sauna Sisterhood           | Savvusanna sõsarad                        | Anna Hints                                            | Észtország · Franciaország · Írország                |        |
| Anyaföld                         | Motherland                                | Hanna Badziaka, Alexander Mihalkovich                 | Svédország · Ukrajna · Norvégia                      |        |
| –––                              | Apolonia, Apolonia                        | Lea Glob                                              | Dánia · Lengyelország                                |        |
| Az Adamanton                     | Sur l'Adamant                             | Nicolas Philibert                                     | Franciaország · Japán                                |        |
| Négy nővér                       | Les filles d'Olfa                         | Kaouther Ben Hania                                    | Franciaország · Tunézia · Németország · Szaúd-Arábia |        |
| 2023                             |                                           |                                                       |                                                      |        |
| Nincs más föld                   | No Other Land                             | Yuval Abraham, Rachel Szor, Basel Adra, Hamdan Ballal | Palesztina · Norvégia                                |        |
| –––                              | Bye Bye Tibériade                         | Lina Soualem                                          | Franciaország · Belgium · Palesztina · Katar         |        |
| Dahomey – Kik vagyunk?           | Dahomey                                   | Mati Diop                                             | Franciaország · Szenegál                             |        |
| –––                              | Soundtrack to a Coup d'État               | Johan Grimonprez                                      | Franciaország · Belgium · Hollandia                  |        |
| –––                              | W zawieszeniu                             | Alina Maksimenko                                      | Lengyelország                                        |        |